# Venenstauer

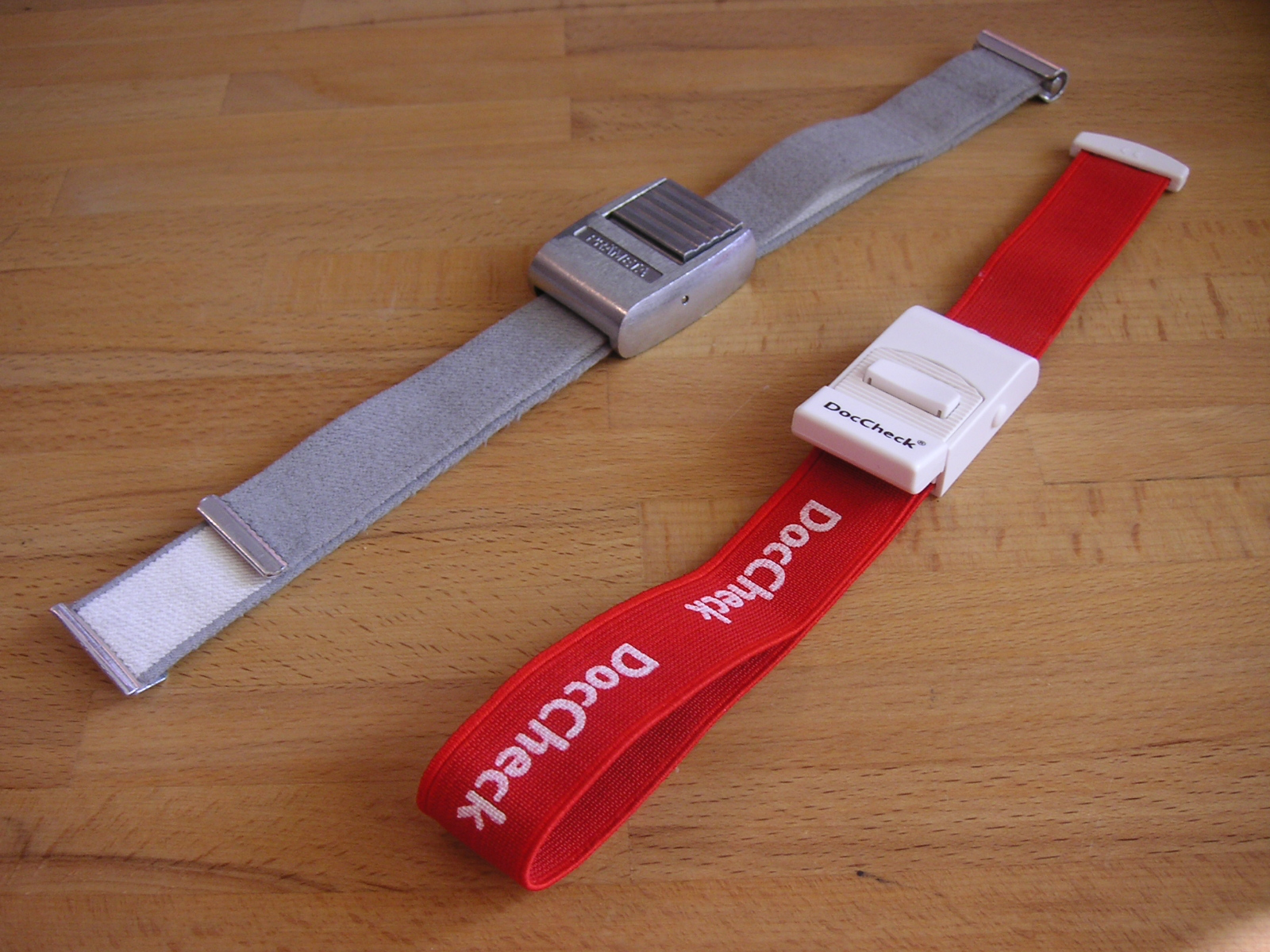
Zwei Venenstauer verschiedener Fabrikation

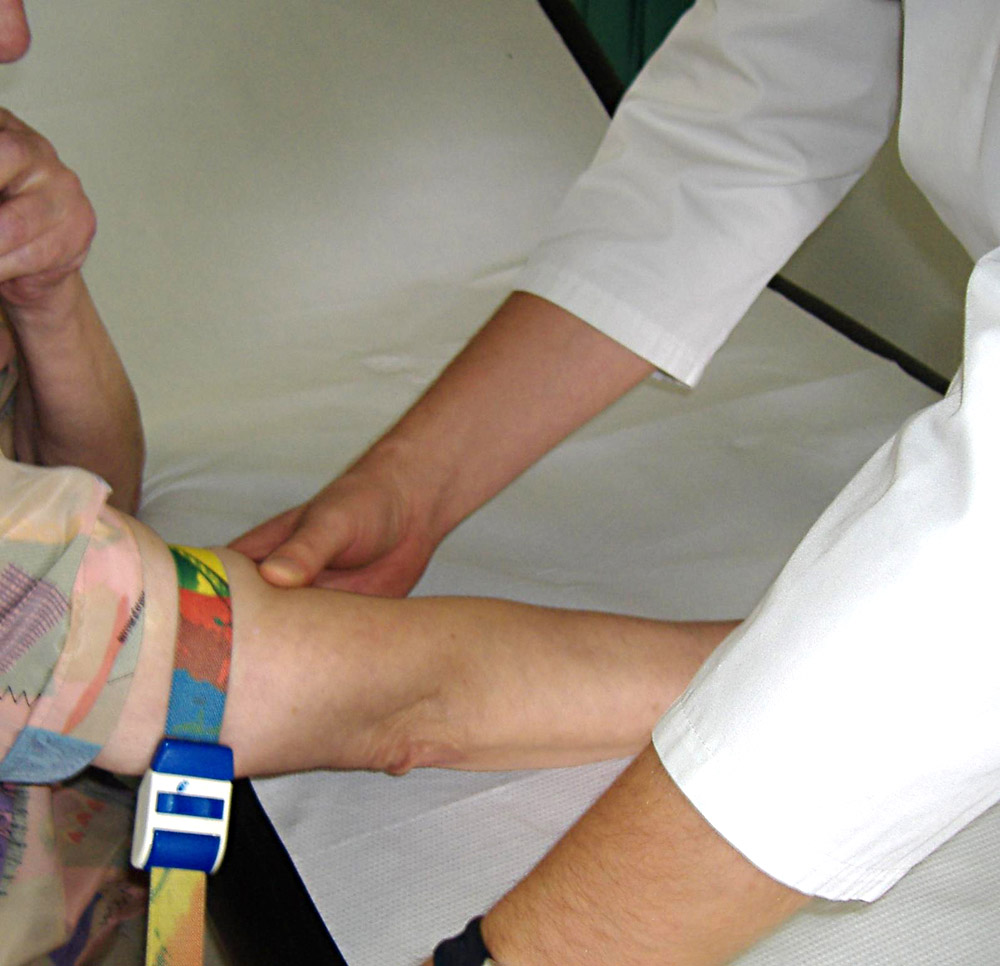
Verwendung am Oberarm

Ein Venenstauer (auch Stauschlauch, (Venen-)Stauband, oder (Venen-)Staubinde genannt) ist ein medizinisches Hilfsmittel, welches im Rahmen der Punktion peripherer Venen verwendet werden kann. Es kommt zur Stauungsblutung. Die venöse Stauung erfolgt am günstigsten mit der Blutdruckmanschette;üblich sind jedoch spezielle Venenstauer.

## Abgrenzungen
Ein Venenstauer heißt im Französischen garrot und im Englischen tourniquet. Der französische Begriff Tourniquet (Aderpresse, Drehkreuz) bezeichnet im Deutschen das Instrument zum vollständigen Abbinden einer Arterie zur Blutstillung. Im deutschen Sprachraum wird also strikt zwischen Venenstauern und Tourniquets unterschieden, also zwischen Venenstauung und Blutungsstillung. Würde zur Blutsperre ein typischerweise elastischer Venenstauer anstelle eines unelastischen Tourniquets eingesetzt, so würde sich der beim Tourniquet erwünschte Effekt der Blutungsstillung ins Gegenteil verkehren und der Patient würde verbluten. Die Anwendung von Tourniquets muss unter fachkundiger Anleitung erlernt und geübt werden, da sonst sehr hohe Risiken für eine falsche Anwendung mit drastischen Folgen (Amputation, Verbluten, Nekrosen etc.) für den Patienten bestehen.

## Funktionsprinzip
Der Venenstauer übt im Bereich seiner Anwendung Druck auf oberflächlich gelegene Venen einer Extremität aus und vermindert somit den Blutabfluss durch diese Gefäße. Es entsteht ein venöser „Blutstau“, welcher diese Gefäße temporär an Größe zunehmen lässt. Die Venen können nun palpiert werden und das Auffinden eines geeigneten Punktionsortes (zur Blutentnahme oder zum Legen eines peripheren Venenkatheters) wird erleichtert.

## Anwendung

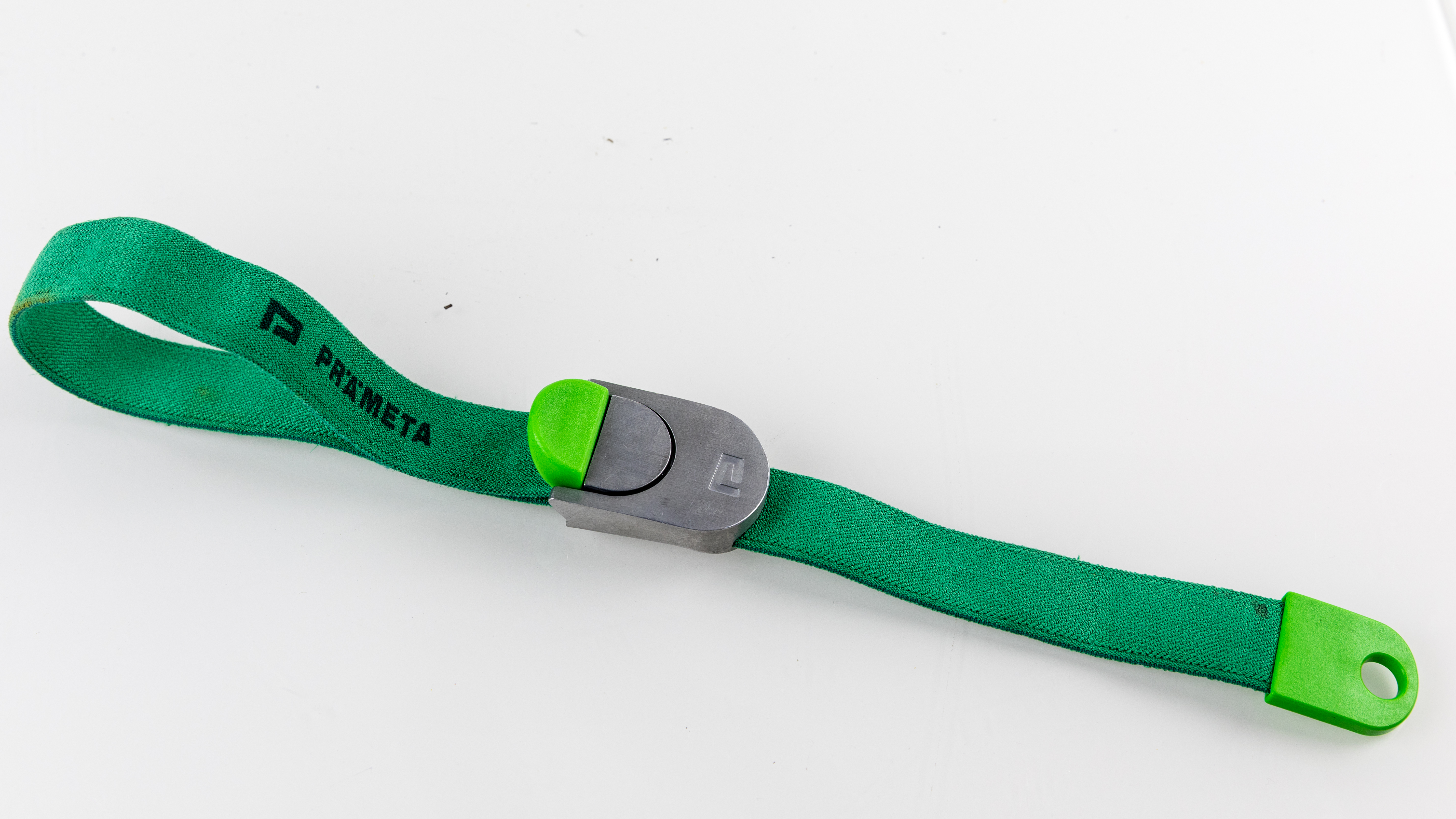
Einhändig lösbarer Venenstauer („Der grüne Stauer“, Prämeta)

Der Venenstauer wird zirkulär an der Extremität, an welcher die Venenpunktion durchgeführt werden soll, circa 5 cm proximal des Punktionsortes angelegt. Je nach verwendetem Modell (mit oder ohne Metall- oder Kunststoffsteckverbindung) wird der Venenstauer geschlossen oder mit einem einhändig lösbaren Knoten gesichert. Der durch den Venenstauer ausgeübte Druck beeinträchtigt hierbei nicht den arteriellen Blutstrom, sondern lediglich den Fluss oberflächlich gelegener Venen.
Beim Tourniquet soll die arterielle Abbindung wegen einer Nekrose-Gefahr nicht länger als zwei Stunden andauern. Beim Venenstauer werden solche Vorsichtsmaßnahmen nicht empfohlen; bei „nicht zu fester“ Stauung sind entsprechende Sorgen der Patienten unbegründet. Zur Schonung der Erythrozyten wird eine milde und kurzzeitige Stauung angeraten. Der Staudruck soll zwischen 50 und 70 mm Hg liegen. „Kurze Stauzeiten bis maximal zwei Minuten führen nur zu unwesentlichen Konzentrationsänderung[en] der meisten Blutbestandteile.“ Ein anderes Großlabor verlangt eine „Stauzeit von maximal 30 bis 60 Sekunden.“
Für einen Aderlass „wird derjenige Manschettendruck beibehalten, der den arteriellen Zufluß ungehindert läßt, den venösen Rückfluß jedoch völlig staut. Hierbei ist zu beachten, daß der Manschettendruck etwas unter der Höhe des diastolischen Drucks gehalten werden muß.“ Für das Befüllen eines Blutbeutels zur Bluttransfusion wird nach Venenstauung und Phlebotomie der Stauschlauch gelöst; das Blut fließt ungestaut nur durch die Schwerkraft in den Beutel. Nach anderer Ansicht soll man bei einem Staudruck zwischen 60 und 80 mmHg für eine Beutelfüllung nicht mehr als 15 bis 30 Minuten benötigen.

## Material
Einfache Venenstauer bestehen aus einem Gummischlauch oder einem Gummiband. Andere Venenstauer bestehen aus einem ca. 2,5 cm breiten, elastischen Textilband, das mit einer Metall- oder Kunststoffsteckverbindung versehen ist und einhändig gelockert und geöffnet werden kann.
Aus Hygienegründen können manche Venenstauer mit der 90-°C-Wäsche gewaschen werden. Viele sind aber auch gegenüber herkömmlichen Desinfektionsmitteln beständig. Manche Venenstauer sind autoklavierbar, auch Einmalprodukte sind auf dem Markt erhältlich, um Kreuzinfektionen zwischen Patienten zu verhindern.

## Etymologie
Der Begriff Stauschlauch leitet sich von dem früher üblichen Gummischlauch und der Verwendung seiner Staufunktion ab. Dieser Begriff ist heute noch geläufig, obwohl die meisten Venenstauer keine Schläuche mehr sind, sondern flache Bänder.

## Geschichte
Eine ausführliche Beschreibung der früher zur Venenstauung verwendeten Gerätschaften („Stauungsbinde, Gummischlauch, Gummigurt, gefaltetes Tuch, Gummibinde und die bequeme von Moritz angegebene Binde“) gab Hugo Stursberg.